# 1977年生まれの僕らは
『1977年生まれの僕らは』（センキュウヒャクナナジュウナナねんうまれのぼくらは）は、アンダーグラフの4作目でメジャー復帰後2作目となるミニアルバム。2015年7月8日に日本クラウンより発売された。

## 内容
- 前作のやがて咲く花達へから約8カ月ぶりとなるアルバムである。
- メジャー復帰後2作目となるミニアルバム。
- 今作のタイトルは、1977年生まれである真戸原直人が「同じ時代に生まれ、過ごした人に深く訴えかける作品にしたいという思いを込めたこと」に由来している[1]。

## 収録曲
全作詞作曲:真戸原直人
1. 1977年生まれの僕らは
2. 東京
3. こころ
NHK「みんなのうた」、2015年6月-2015年7月放送曲[2]。
4. モルモット
5. にちようび
谷口奈穂子ボーカル曲。
6. 羽根
7. 僕に任せて

## MV
「1977年生まれの僕らは」 - YouTube
「こころ」 - YouTube